# Anne Avellan
Anne Kristina Avellan (Helsinki, 12 luglio 1962) è un'ex cestista finlandese.

## Carriera
Con la Finlandia ha disputato due edizioni dei Campionati europei (1980, 1981).